# Вікікроляча нора
Вікікроляча нора — це траєкторія навчання або шлях, яким читач рухається з переходами від теми до теми під час перегляду Вікіпедії та інших вікі. Іншими назвами цього явища є «чорна вікідіра»  та «вікідіра». Порівняння з норою походить від пригод Аліси в країні чудес, у яких Аліса починає пригоди, слідуючи за Білим кроликом у його нору. 
Вивчаючи певну тему, багато хто звертається до Вікіпедії, щоб отримати більше інформації з неї. В результаті користувач заглиблюється у читання різних статей, які можуть суттєво відрізнятись тематично від початкової, і, таким чином, потрапляє у вікікролячу нору . 
Візуалізація даних, що показують зв’язки між статтями Вікіпедії, демонструють шляхи, якими можуть пересуватися читачі під час переходів від теми до теми. 
Фонд Вікімедіа публікує дослідження про те, як читачі потрапляють у вікінори.  
Під час святкування дня заснування Вікіпедії користувачі ділилися у соціальних мережах про свій досвід потрапляння у кролячі нори . Заглиблення у вікінору може бути частиною вікіперегонів. 